# Styringomyia multisetosa
Styringomyia multisetosa là một loài ruồi trong họ Limoniidae. Chúng phân bố ở miền Australasia.